# A Different Corner
"A Different Corner" là một bài hát của nghệ sĩ thu âm người Anh quốc George Michael nằm trong album phòng thu thứ ba và cũng là cuối cùng của nhóm nhạc mà Michael đóng vai trò giọng ca chính Wham! Music from the Edge of Heaven (1986) được phát hành ở thị trường Nhật Bản và Hoa Kỳ, cũng như album tuyển tập đầu tiên của nhóm xuất hiện cùng thời điểm trên toàn cầu The Final (1986). Nó được phát hành như là đĩa đơn thứ ba trích từ hai album vào ngày 17 tháng 3 năm 1986 bởi Columbia Records và Epic Records. Bài hát được viết lời và sản xuất bởi Michael, và là tác phẩm hát đơn thứ hai trong sự nghiệp của ông, sau đĩa đơn năm 1984 "Careless Whisper". "A Different Corner" là một bản pop và R&B ballad kết hợp với những yếu tố từ soul, soft rock và blue-eyed soul, trong đó phần lớn bao gồm những âm thanh chậm từ đàn phím, mang nội dung đề cập đến nỗi lòng của một người đàn ông sau những tan vỡ từ một mối quan hệ tình cảm thất bại trước đó.
Sau khi phát hành, "A Different Corner" nhận được những phản ứng tích cực từ các nhà phê bình âm nhạc, trong đó họ đánh giá cao chất giọng của Michael, giai điệu sâu lắng cũng như quá trình sản xuất nó, đồng thời ghi nhận sự thay đổi trong âm nhạc của ông so với những giai điệu bubblegum pop của Wham!. Bài hát cũng gặt hái những thành công vượt trội về mặt thương mại, đứng đầu các bảng xếp hạng ở Canada, Na Uy và Vương quốc Anh, nơi nó trở thành đĩa đơn đầu tiên được hát, viết lời, lập trình, sản xuất và chơi tất cả các nhạc cụ bởi cùng một nghệ sĩ, và giúp Michael được ghi nhận là nghệ sĩ đầu tiên có hai đĩa đơn đầu tay đều đạt ngôi vị quán quân, cũng như lọt vào top 10 ở hầu hết những quốc gia nó xuất hiện, bao gồm vươn đến top 5 ở nhiều thị trường lớn như Úc, Bỉ, Đan Mạch, Phần Lan, Ireland, Ý, Hà Lan, New Zealand và Thụy Sĩ. Tại Hoa Kỳ, "A Different Corner" đạt vị trí thứ bảy trên bảng xếp hạng Billboard Hot 100, trở thành đĩa đơn thứ hai liên tiếp của nam ca sĩ vươn đến top 10 tại đây.
Một video ca nhạc đã được phát hành cho "A Different Corner" và thực hiện dưới phông nền đen trắng, với bối cảnh trong một căn phòng trắng thưa thớt bên cạnh một cửa sổ lớn, trong đó bao gồm những cảnh Michael ngồi và đi quanh phòng trong khi đang hát. Để quảng bá bài hát, nam ca sĩ đã trình diễn nó trên nhiều chương trình truyền hình và lễ trao giải lớn, bao gồm Top of the Pops và The Tube, cũng như trong nhiều chuyến lưu diễn của ông. Kể từ khi phát hành, "A Different Corner" đã được hát lại và sử dụng làm nhạc mẫu bởi nhiều nghệ sĩ, trong đó nổi bật nhất là màn trình diễn tưởng niệm Michael sau khi ông đột ngột qua đời tại giải Brit năm 2017 của Chris Martin, và một phiên bản mới của bài hát cũng được Martin thu âm cho bộ phim tài liệu năm 2017 về cuộc đời của nam ca sĩ George Michael: Freedom. Ngoài ra, nó còn xuất hiện trong nhiều album tuyển tập và trực tiếp của Michael, như Ladies & Gentlemen: The Best of George Michael (1998), Twenty Five (2006) và Symphonica (2014).

## Danh sách bài hát
Đĩa 7" và 12" tại châu Âu và Anh quốc
1. "A Different Corner" – 3:57
2. "A Different Corner" (không lời) – 4:13

## Xếp hạng
| Bảng xếp hạng (1986)                  | Vị trí cao nhất |
| ------------------------------------- | --------------- |
| Úc (Kent Music Report)                | 4               |
| Áo (Ö3 Austria Top 40)                | 6               |
| Bỉ (Ultratop 50 Flanders)             | 2               |
| Canada (RPM)                          | 1               |
| Canada Adult Contemporary (RPM)       | 2               |
| Đan Mạch (IFPI)                       | 2               |
| Châu Âu (European Hot 100 Singles)    | 1               |
| Phần Lan (Suomen virallinen lista)    | 3               |
| Pháp (SNEP)                           | 16              |
| Đức (Official German Charts)          | 7               |
| Ireland (IRMA)                        | 2               |
| Ý (FIMI)                              | 3               |
| Hà Lan (Dutch Top 40)                 | 1               |
| Hà Lan (Single Top 100)               | 2               |
| New Zealand (Recorded Music NZ)       | 3               |
| Na Uy (VG-lista)                      | 1               |
| Nam Phi (Springbok)                   | 1               |
| Tây Ban Nha (AFYVE)                   | 28              |
| Thụy Điển (Sverigetopplistan)         | 18              |
| Thụy Sĩ (Schweizer Hitparade)         | 3               |
| Anh Quốc (OCC)                        | 1               |
| Hoa Kỳ Billboard Hot 100              | 7               |
| Hoa Kỳ Adult Contemporary (Billboard) | 6               |

| Bảng xếp hạng (1986)                 | Vị trí |
| ------------------------------------ | ------ |
| Australia (Kent Music Report)        | 58     |
| Belgium (Ultratop 50 Flanders)       | 8      |
| Canada (RPM)                         | 27     |
| Europe (European Hot 100 Singles)    | 16     |
| Germany (Official German Charts)     | 72     |
| Italy (FIMI)                         | 17     |
| Netherlands (Dutch Top 40)           | 3      |
| Netherlands (Single Top 100)         | 5      |
| New Zealand (Recorded Music NZ)      | 49     |
| Norway Winter Period (VG-lista)      | 13     |
| South Africa (Springbok Radio)       | 9      |
| Switzerland (Schweizer Hitparade)    | 20     |
| UK Singles (Official Charts Company) | 12     |
| US Billboard Hot 100                 | 98     |
| US Adult Contemporary (Billboard)    | 48     |

| Bảng xếp hạng (1980-89)    | Vị trí |
| -------------------------- | ------ |
| Netherlands (Dutch Top 40) | 32     |

## Chứng nhận
| Quốc gia                                                                           | Chứng nhận | Số đơn vị/doanh số chứng nhận |
| ---------------------------------------------------------------------------------- | ---------- | ----------------------------- |
| Hà Lan (NVPI)                                                                      | Bạch kim   | 100.000^                      |
| Anh Quốc (BPI)                                                                     | Vàng       | 547,047                       |
| * Chứng nhận dựa theo doanh số tiêu thụ. ^ Chứng nhận dựa theo doanh số nhập hàng. |            |                               |